# Karlskrona Hattfabrik
Karlskrona Hattfabrik var en hattfabrik i Karlskrona, verksam 1872–1972. Fabriken grundades av Waldemar Rydow, som började tillverkningen av hattarna tillsammans med sin fyra systrar Emelie, Hanna, Charlotta och Alma med en produktion som uppgick till 120 hattar per dag. Hattarna såldes i brodern Emil Rydows affär på Borgmästaregatan 17.
Fabriken växte sig stor och betydde mycket för Karlskrona och dess utveckling. När fabriken var som allra störst, runt år 1947, tillverkade man 400 000 hattar per år och hade 250 personer anställda, varav 150 var kvinnor.

## Hattar och modeller
Karlskrona Hattfabrik gjorde flera olika modeller av hattar. Den 14 maj 1874 annonserades hattarna i Blekinge Läns Tidning och man kunde då köpa dem i Rydows Bazar på Borgmästaregatan 17, vars ägare var Emil Rydow. En av modellerna var panamahatten, som man kunde köpa för 2,50 riksdaler. Den dyraste hatten kostade 40 riksdaler, vilket motsvarade cirka 1 707 kr år 2006.
Man började även tillverka ridhjälmar någon gång efter 1956. Det fortsatte man med till 1972, men i blygsam skala, trots att fabriken stängdes 1970.

## Företagets historia
I april 1872 fick Waldemar Rydow tillstånd att grunda hattfabriken som då fick namnet Waldemar Rydows Hattfabriksbolag. Det var då den första fabriken i Sverige av det slaget. Man producerade i början cirka 120 hattar per dag och de hände också att man reparerade hattar vid efterfrågan från kunderna.
Det gick mycket bra för Hattfabriksbolaget och redan efter två års tid tilldelades man diplom och silvermedalj vid en utställning i Colombia. De exporterade en hel del hattar och år 1878, sex år efter öppningen, exporterade man 2 697 hattar av filt. 1879 skedde en namnändring till Karlskrona Hattfabrik.
Under de kommande åren gick det bara uppåt för fabriken. Man installerade nya maskiner som gjorde att produktionen ökade. Personalantalet låg strax under 200 (det gick ner något sedan de nya maskinerna hade installerats). Man bildade aktiebolag, fick diplom vid olika mässor, skaffade dotterbolag i Stockholm, Göteborg, Kristianstad och Helsingfors, exporterade till flera länder och slöt även avtal som gynnade arbetarna i fabriken. Från och med 1930-talet och framåt var omsättningen för företaget 1 miljon kronor.
Året då fabriken fyllde 100 år trappades tillverkningen ned och man producerade endast ett litet antal ridhjälmar. Året efter, 1973, såldes fabriksbyggnaderna för andra ändamål och det blev slutet för Karlskrona Hattfabrik AB.

## Nedläggningen av fabriksverksamheten
I juni 1970 stängdes fabriken som vid det tillfället hade 56 anställda. Dock pågick produktionen av ridhjälmar i en mycket liten skala ända fram till 1972. Fabriken såldes 1973 för att användas till andra ändamål. Den största orsaken till att fabriken fick stänga igen var minskad efterfrågan på grund av det förändrade klädmodet.

## Hattfabrikens betydelse och påverkan
Antalet anställa gick upp och ner en aning genom åren, men snittet låg runt 150-200 under de bästa åren. I hattfabriken har man tagit hand om sin anställda och gett dem bra förhållanden att arbeta i. 1880 anordnade Waldemar Rydow exempelvis en personalfest hemma hos sig i Nättraby för alla sina anställda vid fabriken. Rydow stiftade även en sjukkassa åt de anställda. Sjukkassan kan ses som en tidig form av dagens sjukförsäkring. Villkoren förändrades också genom åren och blev bättre allt eftersom. 1928 började fabrikens fackliga organisation att ta form på riktigt. Man tecknade kollektivavtal om arbetsvillkoren och fastställde arbetarnas löner. Sammanhållningen på fabriken var också mycket bra och man hade korplag i bland annat handboll och i pingisturneringar. Självklart var inte arbetsförhållandena så bra som de är numera, men bra för att vara på sin tid.
Detta var några saker man gjorde för att personalen vid fabriken skulle ha det så bra som möjligt. Men det fanns också en del negativa saker som påverkade de anställda. Lönen man hade som nybörjare var inte den bästa, men låg ändå i snitt med vad en fabriksarbetare fick vid den tiden. Arbetet var påfrestande, och eftersom det var fabriksverksamhet, fanns det också många maskiner som inte var helt ofarliga och det fanns vissa risker att jobba vid dem. År 1914 skedde en olycka som ledde till ett dödsfall när en maskin sprängdes sönder.
Efter första världskriget, när Gustaf Hägg var direktör för företaget, tvingades man att stänga fabriken under några månader på grund av att man inte kunde få fram de råvaror som man behövde. Man höll stängt från och med augusti till december det året. För att inte överge sina arbetare under denna tid hade man en del av personalen kvar vid fabriken för reparation av maskinerna och andra tillfälliga arbetsuppgifter. Dessa fick då ut hela sin lön. Den delen av personalen som man inte hade jobb till under stängningsperioden, fick ut 80 % av sin lön istället.